# アリー my Love
『アリー my Love』（英: Ally McBeal）は、1997年9月8日から2002年5月20日までFoxで放送されたアメリカ合衆国の法廷ものコメディドラマのテレビシリーズ。デビッド・E・ケリー原案で、キャリスタ・フロックハートが演じる、ボストンの法律事務所ケイジ＆フィッシュに勤務する弁護士役の主役が、エキセントリックでユーモラスで劇的な人生と恋愛をともに過ごしてゆく。シリーズの初期のシーズンは批評家に賞賛され、1998年と1999年にゴールデングローブ賞 テレビドラマ部門 作品賞 (ミュージカル・コメディ部門)を受賞し、1999年のプライムタイム・エミー賞 作品賞 (コメディ・シリーズ部門)も受賞した。日本では1998年よりNHK総合テレビで放送された。
2022年8月23日には続編の制作が発表され、リサ・ニコル・カールソンが演じたレネ・ラディックの娘が主人公になる予定だが、デビッド・E・ケリーは制作に関わらない。

## 概要
シリーズはボストンの架空の法律事務所ケイジ＆フィッシュを舞台としており、主役の”アリー”アリソン・マリー・マクビールが、セクハラ行為に抗議して前職の事務所を解雇された後で、ロー・スクール時代の同級生であるリチャード・フィッシュ（グレッグ・ジャーマン）が共同経営する事務所に入所するところから始まる。勤務初日に、吹っ切ることのできない元恋人のビリー・トーマス（ギル・ベローズ）と一緒に働くことを知って恐慌をきたす。さらに悪いことにビリーは後にケイジ＆フィッシュに入所する弁護士仲間のジョージア（コートニー・ソーン＝スミス）と結婚している。この三角関係が最初の3シーズンの主な筋書きの基本となっている。
表向きは法廷ものだが、シリーズの主軸は主要登場人物の恋愛関係と個人生活に焦点があたっており、しばしば法的手続きが登場人物のドラマと対比させたり、強調するためのプロット・デバイスとして使われている。例えば、依頼人のほろ苦い離婚訴訟が、アリーが恋人と別れる決断を下す背景状況となっている。法的なテーマは、さまざまな社会問題の複数の側面を探求するためにも頻繁に使用された。
大部分の登場人物が働く架空の法律事務所であるケイジ＆フィッシュ（シリーズの進行に従って"ケイジ/フィッシュ＆マクビール"や、"ケイジ、フィッシュ＆アソシエイツ"に変遷）は、男女共用トイレに象徴されるように非常に性的な環境として描かれている。事務所内の弁護士とスタッフは日常的にデートしたり浮気したりし、その中の別の誰かとの過去の恋愛関係があったりしており、法廷や路上で以前の、あるいは今後の潜在的な恋愛対象としばしば遭遇する。
シリーズを通して魅力的な人物にあうとアリーがすぐに卒倒したり、リチャード・フィッシュのたるみフェチとユーモラスなモットー（「フィッシュ哲学」「前向きに！」）、ジョンが事務所の男女兼用トイレの個室から体操のように降り立ったり、バーで踊る双子（エリックとスティーヴ・コーエン）などの多くの風変わりで、しばし不条理なギャグやテーマが展開された。また、アリーをはじめとする登場人物の希望的観測には鮮やかで劇的なファンタジーシーケンスが使用され、特に注目されたのは初期のインターネットで話題になったダンシング・ベイビーがある。
また、このシリーズでは日常的に歌手のヴォンダ・シェパードがレギュラー出演する（場合によっては登場人物にマイクを渡すこともある）地元のバーにいくシーンも設定された。マライア・キャリー、バリー・ホワイト、アナスタシアなどのスター歌手もエピソードの最後に歌っていた。このシリーズは同じデビッド・E・ケリーによる法廷ドラマの『ザ・プラクティス ボストン弁護士ファイル』と同じ世界が設定され、双方の番組でクロスオーバーエピソードが作られたが、これは異なるネットワークで放送された番組間では非常にまれなことだった。
最終的に、最終シーズンとなった第5シーズン最終話の「さよならは言わないで」（"Bygones"）でアリーはケイジ＆フィッシュを辞め、ボストンを離れてニューヨークに行く決断を下した。

## 打ち切り
Foxは『アリー my Love』を第5シーズンの後で打ち切った。第5シーズンは『アリー my Love』の中で最も視聴率が低く、番組打ち切りの理由となったことに加え、エミー賞やゴールデングローブ賞を獲得できなかった唯一のシーズンでもあった。

## 登場人物

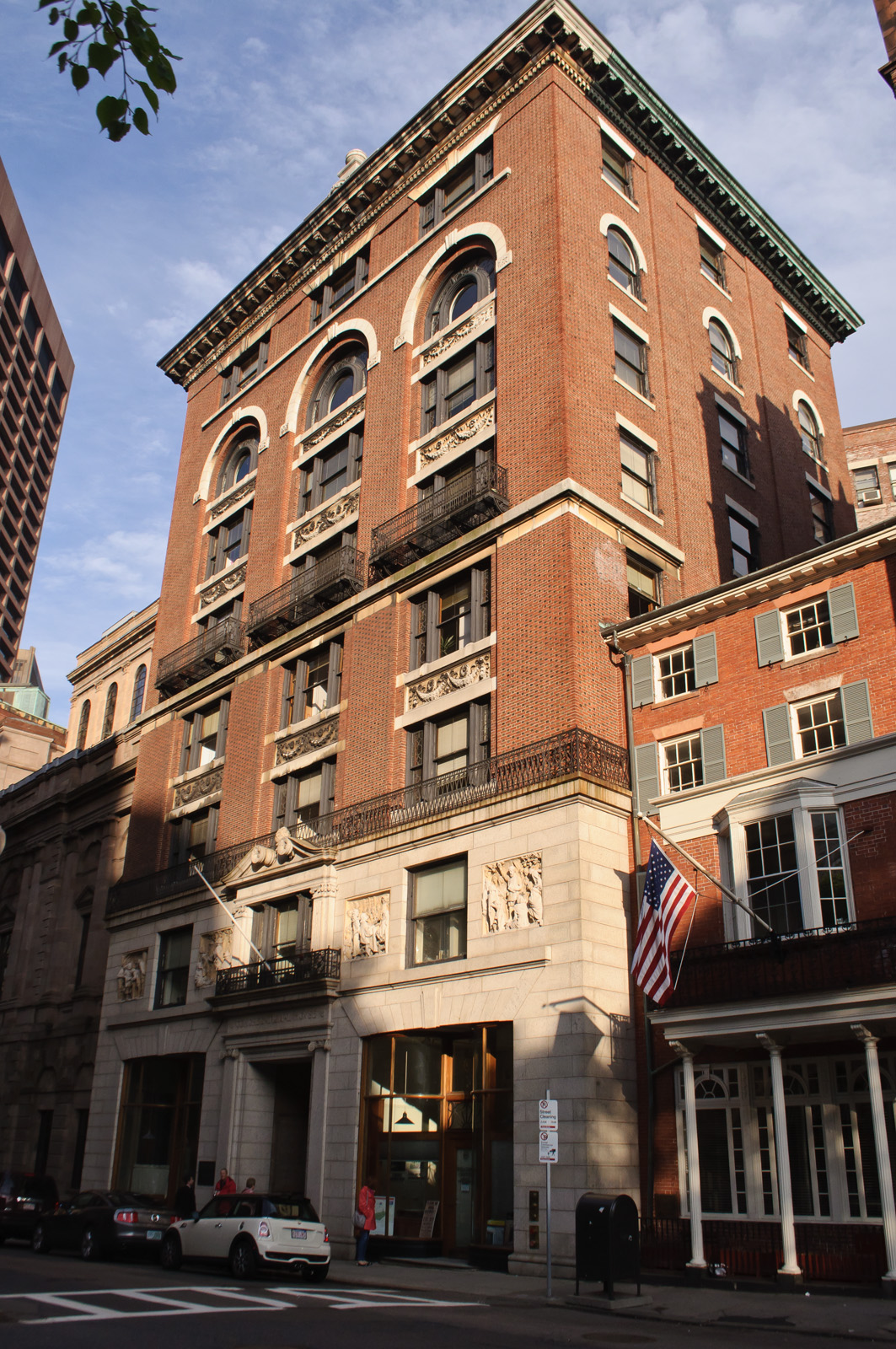
ケイジ＆フィッシュ法律事務所（後にケイジ・フィッシュ＆マクビール）が7階に位置する設定のビーコン通り14番地のビルの外観

| 配役                     | 俳優                         | 吹き替え   | シーズン     | シーズン | シーズン     | シーズン     | シーズン     |
| 配役                     | 俳優                         | 吹き替え   | 1            | 2        | 3            | 4            | 5            |
| アリー・マクビール       | キャリスタ・フロックハート   | 若村麻由美 | メイン       | メイン   | メイン       | メイン       | メイン       |
| リチャード・フィッシュ   | グレッグ・ジャーマン         | 小杉十郎太 | メイン       | メイン   | メイン       | メイン       | メイン       |
| レネ・ラディック         | リサ・ニコル・カールソン     | 山像かおり | メイン       | メイン   | メイン       | メイン       | ゲスト       |
| エレイン・バッセル       | ジェーン・クラコウスキー     | 高乃麗     | メイン       | メイン   | メイン       | メイン       | メイン       |
| ジョン・ケイジ           | ピーター・マクニコル         | 江原正士   | メイン       | メイン   | メイン       | メイン       | リカーリング |
| ビリー・アレン・トーマス | ギル・ベローズ               | 宮本充     | メイン       | メイン   | メイン       | ゲスト       | ゲスト       |
| ジョージア・トーマス     | コートニー・ソーン＝スミス   | 唐沢潤     | メイン       | メイン   | メイン       | ゲスト       | ゲスト       |
| ネル・ポーター           | ポーシャ・デ・ロッシ         | 赤間麻里子 | N/A          | メイン   | メイン       | メイン       | メイン       |
| リン・ウー               | ルーシー・リュー             | 阿部桐子   | N/A          | メイン   | メイン       | メイン       | リカーリング |
| ヴォンダ・シェパード     | ヴォンダ・シェパード         | 杉村理加   | リカーリング | メイン   | メイン       | メイン       | メイン       |
| マーク・アルバート       | ジェームズ・レグロス         | 村治学     | N/A          | N/A      | リカーリング | メイン       | N/A          |
| ラリー・ポール           | ロバート・ダウニー・ジュニア | 郷田ほづみ | N/A          | N/A      | N/A          | メイン       | ゲスト       |
| コレッタ・リップ         | レジーナ・ホール             | 込山順子   | N/A          | N/A      | N/A          | リカーリング | メイン       |
| ジェニー・ショー         | ジュリアンヌ・ニコルソン     | 純名りさ   | N/A          | N/A      | N/A          | N/A          | メイン       |
| グレン・フォイ           | ジェームズ・マースデン       | 小森創介   | N/A          | N/A      | N/A          | N/A          | メイン       |
| レイモンド・ミルベリー   | ジョシュ・ホプキンス         | 田中実     | N/A          | N/A      | N/A          | N/A          | メイン       |
| マディ・ハリントン       | ヘイデン・パネッティーア     | 川上とも子 | N/A          | N/A      | N/A          | N/A          | メイン       |

## エピソードリスト
オーストラリアでは『アリー my Love』は1997年から2002年にかけてセブン・ネットワークで放送された。2010年にはネットワーク・テンで再放送された。

### 『ザ・プラクティス ボストン弁護士ファイル』とのクロスオーバー
俳優のアルバート・ホールが演じた、ケイジ＆フィッシュの弁護士の奇矯さに繰り返しイライラさせられた厳格な判事シーモア・ウォルシュは、『ザ・プラクティス ボストン弁護士ファイル』でも繰り返し登場した。さらに、ジェニファー・コーン判事（ウィッパー）が『ザ・プラクティス』の第2シーズン第15話（日本では第2シーズン第8話）「窮地」 "Line of Duty" に登場し、『ザ・プラクティス』のリカーリングキャラクターであるロバータ・キットソン判事も『アリー my Love』第３シーズン第19話「出会いの予感」"Do You Wanna Dance" にゲスト出演した。
『ザ・プラクティス』の多くの出演者が『アリー my Love』の第1シーズン第20話「刑事弁護士」"The Inmates" に出演し、『ザ・プラクティス』第2シーズン第26話（日本では第2シーズン第19話）「セカンド・プラン」"Axe Murderer" にキャリスタ・フロックハートとギル・ベローズが『アリー』のキャラクターとして出演してストーリーが完結した。この連続したストーリーで珍しいところは、『アリー my Love』と『ザ・プラクティス』が異なるネットワークで放送されたところにある。ディラン・マクダーモットが演じた『ザ・プラクティス』の主要登場人物であるボビー・ドネルがこのクロスオーバーと、『アリー my Love』の別のエピソード「思い出に変わるまで」"These are the Days"（第1シーズン第23話）でも重要な役をになった。
『ザ・プラクティス』のレギュラー出演者であるララ・フリン・ボイルおよびマイケル・バダルコがともに『アリー my Love』にカメオ出演したが（ボイルは第2シーズン第10話「汚れなき魂」"Making Spirits Bright" でアリーと罵り合う女性として、バダルコは第2シーズン第23話「会える日を信じて」"I Know Him by Heart" でアリーのデート相手として）、どちらも『ザ・プラクティス』でと同じ役柄だったかどうかは明らかではない。
第5シーズンにララ・フリン・ボイルが第18話「私を生きる」"Tom Dooley" でゲストスターのヘザー・ロックリア演じるキャラクターの対抗側の反論証人として、クレジットなしでゲスト出演している。

## 撮影場所
ボストンのビーコン・ストリート14番地の建物が、7階に事務所がある設定で弁護士事務所「ケイジ&フィッシュ」（のちに「ケイジ、フィッシュ&マクビール」）の外観として使用された。

## 評価
1997年に放送が始まると、番組はすぐに人気が出て、エピソードあたり平均で1,100万人の視聴者を獲得した。第2シーズンでは視聴率が上昇し、すぐにトップ20の番組になり、エピソードあたりの平均視聴者数は1,300万人となった。第3シーズンで視聴率が下がり始めたが、第4シーズンでロバート・ダウニー・ジュニアがアリーの恋人のラリー・ポール役でレギュラー出演者に加わり、新たな美術監督のマシュー・デコステによる新鮮な美的感覚が生み出されたことで安定した。しかし、ダウニーの薬物依存症が問題となり、シーズン終了後にダウニーの役は打ち切られた。
最初の2シーズンと第4シーズンは、最も高い評価を受け、エミー賞、SAG賞、ゴールデングローブ賞で最も多くの賞を獲得した。2007年、『アリー my Love』はエンターテインメント・ウィークリー誌の2007年「New TV Classics」リストで48位を獲得した。

## 視聴者数
| シーズン | シーズン  | 視聴者数 | ネットワーク | 順位 |
| -------- | --------- | -------- | ------------ | ---- |
| 1        | 1997–98   | 1,100万  | Fox          | #59  |
| 2        | 1998–99   | 1,380万  | Fox          | #20  |
| 3        | 1999–2000 | 1,240万  | Fox          | #35  |
| 4        | 2000–01   | 1,200万  | Fox          | #40  |
| 5        | 2001–02   | 940万    | Fox          | #65  |

## フェミニストからの批判
『アリー my Love』は、タイトルキャラクターの軽薄さ、法的知識の欠如、短いスカート、感情の不安定さなどから、女性（特に職業婦人）にとって迷惑であり屈辱的だと考えたテレビ批評家やフェミニストから批判を受けた。おそらく、この番組が巻き起こした議論の最も悪名高い例は、1998年6月29日のタイム誌のカバーストーリーで、マクビールと3人の先駆的なフェミニスト（スーザン・B・アンソニー、ベティ・フリーダン、グロリア・スタイネム）を並べ、「フェミニズムは死んだのか?」と問いかけた。第2シーズン第12話で、アリーは同僚ジョン・ケージに、"あのね、私の顔を「フェミニズムの顔」としてタイム誌の表紙に載せる夢を見たの "と、自分が見た夢について話している。

## 音楽
音楽は『アリー my Love』の顕著な特徴である。シリーズ開始時にはさほど有名ではなかったミュージシャンのヴォンダ・シェパードが番組内で頻繁に演奏し、シェパードによる「サーチン・マイ・ソウル」が番組のテーマ曲として使われた。「青春の光と影」、「ウガ・チャカ」、 "Tell Him" などの、シェパードが演奏した数多くの曲は、各エピソード内の出来事と並行した歌詞の、定番のヒット曲だった。番組のBGMを録音するかたわら、シェパードは各エピソードの最後に主要登場人物が頻繁に訪れる地元のピアノ・バーで演奏するミュージシャンとしても出演していた。まれに、シェパードに台詞が割り当てられることもあった。「サーチン・マイ・ソウル」の一部が各エピソードの初めに流されたが、曲全体が流されることはなかった。
数人の登場人物は、彼らが登場するときに演奏されるテーマ曲を持っていた。ジョン・ケイジのテーマ曲は「マイ・エヴリシング」であり、リン・ウーは映画『オズの魔法使』の西の悪い魔女のテーマを使い、アリー・マクビールは、第1シーズンのエピソードで精神分析医からテーマ曲が必要だと言われて "Tell Him" を自分で選んでいる。
番組とシェパードの音楽の人気から、1998年にサウンドトラックアルバム Songs from Ally McBeal が発売され、1999年には2枚目の Heart and Soul: New Songs from Ally McBeal が発売された。シェパードをフィーチャーした番組からの2枚のコンピレーションアルバムも2000年と2001年に発売された。 Ally McBeal: A Very Ally Christmas と題されたクリスマスアルバムも発売された。このアルバムは好意的に受け止められ、シェパードがカバーしたケイ・スターのクリスマスソング "(Everybody's Waitin' for) The Man with the Bag" はホリデーシーズン中に多くのエアプレイを得た。
バリー・ホワイト、アル・グリーン、グラディス・ナイト、ティナ・ターナー、メイシー・グレイ、グロリア・ゲイナー、チャヤン、バリー・マニロウ、アナスタシア、エルトン・ジョン、スティング、マライア・キャリーなどのアーティストも番組に出演した。ジョシュ・グローバンは2001年のシーズン最終話にマルコム・ワイアットの役名で出演し、"You're Still You" を演奏した。シリーズの考案者であるデビッド・E・ケリーは、イベント The Family Celebration でのグローバンの演奏に感銘を受け、グローバンの歌唱に対する聴衆の反応をもとに最終話での彼のキャラクターを作り出した。番組BGMのスコアはダニー・ラックスが作曲した。
| サウンドトラック盤名                       | 収録曲数 | 発売日        |
| ------------------------------------------ | -------- | ------------- |
| Songs from Ally McBeal                     | 14       | 1998年5月5日  |
| Heart and Soul: New Songs from Ally McBeal | 14       | 1999年11月9日 |
| Ally McBeal: A Very Ally Christmas         | 14       | 2000年11月7日 |
| Ally McBeal: For Once in My Life           | 14       | 2001年4月24日 |
| The Best of Ally McBeal                    | 12       | 2009年10月6日 |

## 家庭用メディア
2009年の秋までは、使用楽曲の著作権の都合で、第1シーズンのばらばらな6エピソードを除いてアメリカ合衆国ではDVDが発売されず、イタリア、ベルギー、オランダ、日本、香港、ポルトガル、スペイン、フランス、ドイツ、イギリス、メキシコ、台湾、オーストラリア、ブラジル、チェコ共和国では2005年から番組のオリジナル仕様楽曲でのDVDが入手可能だった。イギリス、アイルランドおよびスペインでは全シーズンの入ったコンプリートボックスセットが発売されている。
20世紀フォックスは2009年10月6日に第1シーズンコンプリートボックスセットをリージョン1のDVDで発売した。同日には全シーズンのコンプリートボックスセットも発売されている。シーズン1セットには特典映像は含まれていないが、全シーズン版には本番外映像、全く新しい回顧録、キャリスタ・フロックハートが出演した『ザ・プラクティス ボストン弁護士ファイル』のクロスオーバーエピソードなどの特典映像と、"The Best of Ally McBeal Soundtrack" と題したボーナスディスクが含まれていた。さらに、どちらの版もオリジナルの音楽が使用されている。第2シーズンは2010年4月6日に発売された。第3、第4および第5シーズンは2010年10月5日に発売された。
| DVDタイトル                         | 話数 | リージョン1   | リージョン2    | リージョン4   |
| ----------------------------------- | ---- | ------------- | -------------- | ------------- |
| The Complete First Season           | 23   | 2009年10月6日 | 2005年2月21日  | 2006年4月26日 |
| The Complete Second Season          | 23   | 2010年4月6日  | 2005年2月21日  | 2006年4月26日 |
| The Complete Third Season           | 21   | 2010年10月5日 | 2005年2月21日  | 2006年4月26日 |
| The Complete Fourth Season          | 23   | 2010年10月5日 | 2005年5月9日   | 2006年4月26日 |
| The Complete Fifth and Final Season | 22   | 2010年10月5日 | 2005年5月9日   | 2006年4月26日 |
| The Complete Series                 | 112  | 2009年10月6日 | 2006年10月30日 | 2012年4月18日 |

## Ally(1999年)
1999年、番組の人気の高まりを受けて、Ally と題した30分番組が、本編と並行して放送されるようになった。シットコム形式で作られたこのバージョンは、本編のシーンを再編集したものと、未放送のシーンで作られていた。このバージョン制作の意図としては、コメディドラマの筋書きを、シットコム形式でさらに発展させることにあった。また、アリーの私生活にのみ焦点を当てており、法廷シーンは全てカットされていた。この再パッケージ化された番組は、最初のシーズンの途中で打ち切られた。Ally は全13話が制作されたが、10話だけが放送された。

## リバイバルの可能性
2021年3月21日、20th テレビジョンによる限定シリーズとしてのリバイバルが初期の準備段階にあることが、フロックハートが出演する可能性と共に報じられた。
2022年4月、ABCがカリン・ギストが脚本と製作総指揮をつとめる続編シリーズの初期の準備段階にあることが報じられた。

## 大衆文化で
イギリスのコメディ番組 The Adam and Joe Show の第3シーズン第2話では、番組がぬいぐるみを使った『アリー・マスキール』としてパロディ化された。
『フューチュラマ』の第1シーズン第12話の "When Aliens Attack"（「エイリアンが攻めてきたとき」）は、ジェニー・マクニールを主人公とした『独身女性弁護士』のエピソードのクライマックスで信号が途絶えたことによって引き起こされたオミクロン星人による地球侵略を中心にすえて描かれている。
『グッド・プレイス』の第4シーズン第8話では、判事がテッド・ダンソン演じるキャラクターに「全てがリブートされている」と書かれた『アリー my Love』のリブート嘆願書を手渡すシーンがある。
2021年の映画『モーリタニアン 黒塗りの記録』では、グアンタナモ湾収容キャンプで拘禁されているモハメドゥ・ウルド・スラヒが米国の裁判官に「モーリタリアででさえも『ロー&オーダー』や『アリー my Love』を見ていた」と語っている。

## 関連事項
- アメリカ合衆国のテレビドラマ一覧 (年代順)

## 日本語吹き替え版スタッフ
- 翻訳 - 高山美香[25]
- 演出 - 松岡裕紀
- 音響効果 - 櫻井俊哉[26]
- ミキサー - 長井利親[27]
- 録音制作 - ブロードメディア・スタジオ